# Ким Чансе
Ким Чансе (12 сентября 1914 года, деревня Анучино, Никольск-Уссурийский уезд, Приморская область, Приамурский край, Российская империя — 12 сентября 1990 года, Ташкент) — агроном колхоза «Полярная звезда» Средне-Чирчикского района Ташкентской области, Узбекская ССР. Герой Социалистического Труда (1951).

## Биография
Родился в 1914 году в крестьянской семье в деревне Анучино Никольск-Уссурийского уезда.
В 1929 году вступил в колхоз «Дальневосточный партизан» Суйфунского района. После окончания школы сельской молодёжи в 1933 году трудился табельщиком в этом же колхозе, затем обучался в Ворошиловском сельскохозяйственном техникуме (1934—1937).
В 1937 году депортирован на спецпоселение в Южно-Казахстанскую область Казахской ССР. В 1938 году окончил Кзыл-Ординский сельскохозяйственный техникум. Трудился агрономом Горсети Уйчинского района Ферганской области. Потом продолжил обучение в Самаркандском институте народного хозяйства (1939—1940). С 1940 года — агроном 2-й Средне-Чирчикской МТС.
С 1942 года — агроном колхоза «Полярная звезда» Средне-Чирчикского района. С 1945 года — член ВКП(б). В своей работе применял передовые агротехнические методы, в результате чего в колхозе значительно возросла урожайность хлопка.
В 1950 году благодаря деятельности Ким Чансе колхоз сдал государству в среднем с каждого гектара по 48,2 центнера хлопка на площади в 275 гектаров. Указом Президиума Верховного Совета СССР от 7 мая 1951 года удостоен звания Героя Социалистического Труда «за получение высоких урожаев хлопка на поливных землях при выполнении колхозом обязательных поставок и контрактации по всем видам сельскохозяйственной продукции, натуроплаты за работу МТС в 1950 году и обеспеченности семенами всех культур в размере полной потребности для весеннего сева 1951 года» с вручением ордена Ленина и золотой медали «Серп и Молот».
В 1954 году окончил Ленинградский институт прикладной зоологии и фитопатологии, получив высшую агрономическую специальность по защите растений. С 1954 года — главный агроном колхоза имени Молотова Средне-Чирчикского района, затем — председатель колхоза имени Ленина Средне-Чирчикского района (1962—1963), главный агроном колхоза «Полярная звезда» Средне-Чирчикского района (1964—1975).
Неоднократно избирался депутатом Ташкентского областного Совета народных депутатов (1955, 1957, 1959, 1961), Орджоникидзевского кишлачного совета.
В 1975 году вышел на пенсию. Пенсионер союзного значения. Некоторое время работал заведующим участком СПТУ-42 Средне-Чирчикского района.
Скончался в сентябре 1990 году. Похоронен Домбрабадском кладбище в Ташкенте.
Награды
- Герой Социалистического Труда
- Орден Ленина — дважды (13.06.1950; 1951)
- Орден Трудового Красного Знамени (18.05.1949)
- Медаль «За трудовую доблесть» (27.04.1948)
- Медаль «За доблестный труд в Великой Отечественной войне 1941—1945 гг.» (06.06.1945)
- Медали ВДНХ.